# Gobiceratops
Genre
Espèce
Gobiceratops est un genre de dinosaures cératopsiens du Crétacé supérieur retrouvé en Mongolie.
L'espèce-type, Gobiceratops minutus, a été nommée et décrite par V. R. Alifanov en 2008. Elle est basée sur les restes d'un crâne de 3,5 cm de long retrouvé dans la formation géologique de formation de Barun Goyot, près de Khermin Tsav, dans le sud de la Mongolie.
Le genre serait un membre des Bagaceratopidae, lié au genre Bagaceratops.